# Big in Japan (chanson d'Alphaville)
Pour les articles homonymes, voir Big in Japan.
Singles de Alphaville
Sounds Like a Melody
(1984)
Big in Japan est le premier single du groupe allemand Alphaville sorti le 12 janvier 1984. La chanson est ensuite incluse dans une version sensiblement différente dans l'album Forever Young qui sort en septembre 1984.
Le single connaît un important succès, essentiellement en Europe, se classant en tête des ventes dans plusieurs pays. Il décroche également la première place du classement Hot Dance Club Songs aux États-Unis.
Le titre de la chanson vient de l'expression en anglais « Big in Japan » (littéralement grand au Japon), qui désigne les artistes occidentaux qui sont très populaires au Japon, davantage même que dans leur propre pays ou que dans toute autre région du monde.
Le thème de la chanson fait référence à un couple victime de son addiction à l'héroïne et qui rêve de ce que serait sa vie sans cette drogue.
Le clip a été réalisé par Dieter Meier du groupe Yello.
La chanson est ressortie en single en 1992, remixée, sous le titre Big in Japan 1992 A.D.. En 2001,  deux nouveaux remixes apparaissent sur la compilation Forever Pop, dont un réalisé par Eiffel 65. 

## Liste des titres
- 45 tours
  1. Big in Japan – 3:52
  2. Seeds – 3:15

- Maxi 45 tours
  1. Big in Japan (Extended Remix) – 7:25
  2. Big in Japan (Extended Instrumental) – 6:10

- Maxi 45 tours
  1. Big in Japan (Extended Vocal) – 7:25
  2. Big in Japan (Instrumental Version) – 6:10
  3. Big in Japan (7" Version) – 3:58

## Classements hebdomadaires
| Classement (1984-1985)                 | Meilleure position |
| -------------------------------------- | ------------------ |
| Allemagne (GfK Entertainment)          | 1                  |
| Australie (ARIA)                       | 67                 |
| Autriche (Ö3 Austria Top 40)           | 4                  |
| Belgique (Flandre Ultratop 50 Singles) | 2                  |
| Canada (RPM 100 Singles)               | 11                 |
| États-Unis (Billboard Hot 100)         | 66                 |
| États-Unis (Hot Dance Club Songs)      | 1                  |
| Europe (Eurochart Hot 100)             | 1                  |
| France (SNEP)                          | 13                 |
| Irlande (IRMA)                         | 4                  |
| Italie (FIMI)                          | 3                  |
| Norvège (VG-lista)                     | 3                  |
| Pays-Bas (Single Top 100)              | 5                  |
| Royaume-Uni (UK Singles Chart)         | 8                  |
| Suède (Sverigetopplistan)              | 1                  |
| Suisse (Schweizer Hitparade)           | 1                  |

| Classement (Remix 1992)   | Meilleure position |
| ------------------------- | ------------------ |
| Suède (Sverigetopplistan) | 15                 |

## Certifications
| Pays                 | Certification | Date       | Unités certifiées |
| -------------------- | ------------- | ---------- | ----------------- |
| Allemagne (BVMI)     | Or            | 1993       | 250 000           |
| Espagne (Promusicae) | Or            | 2024       | 50 000            |
| Italie (FIMI)        | Or            | 2024       | 100 000           |
| Royaume-Uni (BPI)    | Argent        | 26/01/2024 | 200 000           |

## Reprises
La chanson a été reprise par plusieurs artistes.
- En 1984, la chanteuse Sandra l'enregistre en allemand sous le titre Japan ist weit.
- Le groupe de black metal Embraced la reprend sur l'album Amorous Anathema sorti en 1998.
- La reprise du groupe Guano Apes en 2000 se classe dans les hit-parades de plusieurs pays en Europe(5e en Italie, 9e en Allemagne, 19e en Autriche, 24e en Suisse et 82e aux Pays-Bas[27]).
- En 2008, la version acoustique de la chanteuse norvégienne Ane Brun est un succès en Suède où elle se classe 3e[28]. Elle est utilisée dans la bande originale du film Tokyo Fiancée qui sort en 2015[29].
- Le groupe électro-pop allemand And One l'enregistre en live sur l'album Bodypop 1½ en 2009.